# Aida Tsunao
Aida Tsunao (jap. 会田 綱雄; * 17. März 1914 in der Präfektur Tokio; † 22. Februar 1990) war ein japanischer Dichter.
Aida kam 1940 als Freiwilliger des Militärnachrichtendienstes nach Nanking und arbeitete dann für einen Verlag in Shanghai. Hier lernte er junge Dichter wie Shimpei Kusano kennen, die nach dem Krieg bekannt wurden. 1945 kehrte er nach Japan zurück. 1957 veröffentlichte er den Gedichtband Kanko, für den er den Takamura-Kōtarō-Preis erhielt. Für den Gedichtband Yuigon wurde er 1977 mit dem Yomiuri-Literaturpreis ausgezeichnet.